# Yve Burbach
Yvonne Burbach (auch Yve; * 10. März 1975 in Traben-Trarbach) ist eine deutsche Schauspielerin.

## Leben
Yve Burbach wurde 1975 in Traben-Trarbach geboren und wuchs zusammen mit zwei Schwestern und einem Bruder im Weinort Erden an der Mosel auf.
Bereits im Alter von zwölf Jahren stand sie für diverse Schulaufführungen auf der Bühne. Nach ihrem Abitur am Nikolaus-von-Kues-Gymnasium in Bernkastel-Kues absolvierte sie eine Ausbildung zur Werbekauffrau, studierte Kommunikationswirtschaft und arbeitete fünf Jahre lang in einer Werbeagentur, bevor sie eher zufällig für das Fernsehen entdeckt wurde.
Ihre erste Fernsehrolle bekam Burbach 1999 in der ProSieben-Serie Mallorca – Suche nach dem Paradies. Gleich im Anschluss stand sie in Berlin für Hinter Gittern – Der Frauenknast vor der Kamera. In den Jahren 2001 bis 2006 spielte sie die Rolle der jungen Französin Cécile de Maron in der ARD-Vorabendserie Verbotene Liebe. Das gesamte Ensemble von Verbotene Liebe erhielt 2005 die Auszeichnung Goldene Rose von Luzern.
In den folgenden Jahren stand Yve Burbach unter anderem für die Produktionen Alarm für Cobra 11 – Die Autobahnpolizei, SOKO Köln und Der Alte vor der Kamera. 2011 war sie im Krimi Tod in Istanbul an der Seite von Jürgen Vogel und Heino Ferch zu sehen, Regie führte Matti Geschonneck.
Im Jahr 2012 übernahm sie im Anschluss an ihr Engagement in der Serie Herzflimmern – Die Klinik am See eine Episodenhauptrolle in der ZDF-Reihe SOKO 5113 in München. Von dort ging es nach Lüneburg, wo sie für die ARD-Serie Rote Rosen vor der Kamera stand. Im Herbst 2012 spielte sie außerdem eine Hauptrolle in einer Episode der Serie Die Rosenheim-Cops.
In der Spielzeit 2006/2007 war Yve Burbach am Theater an der Kö in Düsseldorf in der Boulevardkomödie Sextett von Michael Pertwee zu sehen. Im Winter 2012/2013 stand sie an der Seite von Hugo Egon Balder im Bonner Contra-Kreis-Theater mit dem Stück Sei lieb zu meiner Frau auf der Bühne. Im Frühjahr 2013 übernahm sie die Rolle der Alice im Stück Die Wahrheit am Theater am Dom in Köln.
Von 2014 bis 2019 spielte Yve Burbach die Rolle der Selma Kirsch in der ZDF-Kriminalserie SOKO Stuttgart.

## Auszeichnungen
- 2005: Rose d’Or – Goldene Rose Soap: Verbotene Liebe

## Filmografie (Auswahl)
- 1999–2000: Mallorca – Suche nach dem Paradies (Fernsehserie)
- 2000: Hinter Gittern – Der Frauenknast (Fernsehserie, sechs Folgen)
- 2001: SOKO 5113 (Fernsehserie)
- 2001: Liebe unter weißen Segeln
- 2002: Wilsberg und der letzte Anruf (Fernsehserie)
- 2002–2006: Verbotene Liebe (Fernsehserie)
- 2005: Nikola (Fernsehserie)
- 2005: Lorenz lacht
- 2007: Lutter (Fernsehreihe)
- 2007: Zelle
- 2009–2010: Das Haus Anubis (Fernsehserie)
- 2009: SOKO Köln (Fernsehserie)
- 2009: Zwölf Winter
- 2009: Alarm für Cobra 11 (Fernsehserie, Episode Der Panther)
- 2010: Marienhof (Fernsehserie)
- 2010: Der Alte – Folge 349: Oder du stirbst
- 2010: Tod in Istanbul
- 2011–2012: Herzflimmern – Die Klinik am See
- 2012: SOKO 5113 (Fernsehserie)
- 2012: Rote Rosen (Fernsehserie)
- 2013: Die Rosenheim-Cops – Karten lügen nicht
- 2013: SOKO 5113 (Fernsehserie Episode 490, Der falsche Weg)
- 2014–2019: SOKO Stuttgart (Fernsehserie)